# Kuusamojärvi
Kuusamojärvi är en sjö i kommunen Kuusamo i landskapet Norra Österbotten i Finland. Sjön ligger 253 meter över havet. Den är 17,69 meter djup. Arean är 47,36 kvadratkilometer och strandlinjen är 195,87 kilometer lång. Sjön  ingår i Kems huvudavrinningsområde.   Den ligger omkring 200 kilometer nordöst om Uleåborg och omkring 670 kilometer norr om Helsingfors. 
Kommunhuvudorten Kuusamo ligger vid sjöns västra ände. 